# Betty von Rothschild
Betty Salomon von Rothschild (Frankfurt na Majni, 15. lipnja 1805. – Boulogne-sur-Mer, 1. rujna 1886.), njemačka Židovka, austrijska barunica i filantropkinja iz austrijske loze bogate bankarske obitelji Rothschild.

## Životopis
Rodila se u obitelji austrijskog židovskog banakra Salomona Mayera von Rothschilda (1774. – 1855.) i Caroline Stern (1782. – 1854.). Školovala se u Beču. Godine 1824., u dobi od devetnaest godina, udala se za svog strica, francuskog banakara Jakoba Mayera de Rothschilda (1792. – 1868.), s kojim je imala petero djece:
- Charlotte de Rothschild (1825. – 1899.), udala se za rođaka Nathaniela de Rothschilda (1812. – 1870.)
- Mayer Alphonse de Rothschild (1827. – 1905.), oženio je rođakinju Leonoru de Rothschild (1837. – 1911.), kći Lionela de Rothschilda (1808. – 1879.) iz engleske grane obitelji
- Gustave Samuel de Rothschild (1829. – 1911.), oženio je Cécile Anspach
- Salomon Jakob de Rothschild (1835. – 1864.), oženio je Adèle von Rothschild (1843. – 1922.), kćerku svog rođaka Mayera Carla von Rothschilda (1820. – 1886.)
- Edmond Jakob de Rothschild (1845. – 1934.), oženio je rođakinju Adelheid von Rothschild (1853. – 1935.), kćerku Wilhelma Carla von Rothschilda (1828. – 1901.) iz napuljske grane obitelji

Poslije suprugove smrti 1868. godine, provodila je svake godine nekoliko mjeseci u Cannesu. Zajedno sa suprugom sudjelovala je u osnivanju i radu brojnih institucija, među kojima se ističe Bolnica Rothschild u Parizu.

## Vanjske poveznice
- Betty von Rothschild (1805-1886) - family.rothschildarchive.org (engl.)